# Međuopćinska nogometna liga Virovitica – Đurđevac 1979./80.
Međuopćinska nogometna liga Virovitica – Đurđevac je bila liga šestog stupnja nogometnog prvenstva Jugoslavije u sezoni 1979./80. 

Sudjelovalo je 12 klubova, a prvak je bio "Borac" iz Ferdinandovca. 

## Ljestvica
| mj. | klub                      | ut. | pob. | ner. | por. | gol+ | gol- | bod |
| --- | ------------------------- | --- | ---- | ---- | ---- | ---- | ---- | --- |
| 1.  | Borac Ferdinandovac       | 22  | 14   | 5    | 3    | 68   | 33   | 33  |
| 2.  | Drava Terezino Polje      | 22  | 13   | 3    | 6    | 61   | 38   | 29  |
| 3.  | Partizan Suhopolje        | 22  | 11   | 4    | 7    | 57   | 48   | 26  |
| 4.  | Borac Virovitica          | 22  | 10   | 4    | 8    | 48   | 35   | 24  |
| 5.  | Drava Podravske Sesvete   | 22  | 10   | 3    | 9    | 36   | 33   | 23  |
| 6.  | Graničar Đurđevac         | 22  | 9    | 3    | 10   | 48   | 45   | 21  |
| 7.  | Proleter Lukač            | 22  | 8    | 5    | 9    | 45   | 54   | 21  |
| 8.  | Podravac Virje            | 22  | 9    | 3    | 10   | 36   | 46   | 21  |
| 9.  | Rezovac                   | 22  | 9    | 2    | 11   | 44   | 44   | 20  |
| 10. | Proleter Bušetina         | 22  | 8    | 4    | 10   | 42   | 48   | 20  |
| 11. | Mladost Kloštar Podravski | 22  | 5    | 4    | 13   | 41   | 62   | 14  |
| 12. | Zvijezda Turanovac        | 22  | 6    | 0    | 16   | 32   | 72   | 12  |

- Kloštar Podravski – također skraćeno Kloštar
- Podravske Sesvete – također skraćeno Sesvete

## Rezultatska križaljka
| kratica | klub                      | BORF | BORV | DRAPS | TRATP | GRA | MLAKP | PAR | POD | PROB | PROL | REZ | ZVI |
| --- | ------------------------- | ---- | ---- | ----- | ----- | --- | ----- | --- | --- | ---- | ---- | --- | --- |
| BORF | Borac Ferdinandovac       |      |      |       |       |     |       |     |     |      |      |     |     |
| BORV | Borac Virovitica          |      |      |       |       |     |       |     |     |      |      |     |     |
| DRAPS | Drava Podravske Sesvete   |      |      |       |       |     |       |     |     |      |      |     |     |
| DRATP | Drava Terezino Polje      |      |      |       |       |     |       |     |     |      |      |     |     |
| GRA | Graničar Đurđevac         |      |      |       |       |     |       |     |     |      |      |     |     |
| MLAKP | Mladost Kloštar Podravski |      |      |       |       |     |       |     |     |      |      |     |     |
| PAR | Partizan Suhopolje        |      |      |       |       |     |       |     |     |      |      |     |     |
| POD | Podravac Virje            |      |      |       |       |     |       |     |     |      |      |     |     |
| PROB | Proleter Bušetina         |      |      |       |       |     |       |     |     |      |      |     |     |
| PROL | Proleter Lukač            |      |      |       |       |     |       |     |     |      |      |     |     |
| REZ | Rezovac                   |      |      |       |       |     |       |     |     |      |      |     |     |
| ZVI | Zvijezda Turanovac        |      |      |       |       |     |       |     |     |      |      |     |     |
| |                           |      |      |       |       |     |       |     |     |      |      |     |     |
| podebljan rezultat - utakmice od 1. do 11. kola (1. utakmica između klubova) rezultat normalne debljine - utakmice od 12. do 22. kola (2. utakmica između klubova) rezultat nakošen - nije vidljiv redoslijed odigravanja međusobnih utakmica iz dostupnih izvora rezultat smanjen * - iz dostupnih izvora nije uočljiv domaćin susreta prekrižen rezultat - poništena ili brisana utakmica p - utakmica prekinuta 3:0 p.f. / 0:3 p.f. - rezultat 3:0 bez borbe n.i. - nije igrano |                           |      |      |       |       |     |       |     |     |      |      |     |     |

 Izvori: